# Littrow (Mondkrater)
Littrow ist ein Einschlagkrater auf der nordöstlichen Mondvorderseite am Rand des Mare Serenitatis, nördlich des Kraters Vitruvius und östlich des Kraters Clerke.
Littrow ist stark erodiert, das Innere ist von Laven des Mare ausgefüllt und daher weitgehend eben.
| Buchstabe | Position           | Durchmesser | Link |
| --------- | ------------------ | ----------- | ---- |
| A         | 22,34° N, 32,18° O | 24 km       |      |
| D         | 23,68° N, 32,79° O | 8 km        |      |
| F         | 21,98° N, 34,15° O | 10 km       |      |
| P         | 23,2° N, 32,88° O  | 36 km       |      |

Der Krater wurde 1935 von der IAU nach dem österreichischen Astronomen Joseph Johann von Littrow offiziell benannt.